# Kyōfu
Kyōfu (恐怖?), también conocida como The Sylvian Experiments, es una película de terror japonés del año 2010 dirigida por Hiroshi Takahashi.
Kaori y Miyuki, ven una extraña luz blanca en una película de 16 mm. 17 años más tarde, una Miyuki obsesionada con la muerte desaparece de repente. Mientras Kaori sigue la pista de su hermana mayor, se reencuentra con su madre Etsuko, una mujer un tanto perturbada y que pretende repetir un experimento cerebral prohibido y que cambia la percepción de la realidad de la víctima.

## Argumento
Takashige Ichie el afamado productor de clásicos contemporáneos del cine de terror japonés como La Maldición (Ju-On) y The Ring (Ringu) y Takahashi parece que quieren volver a “resucitar” el cine de terror japonés de calidad con esta película en la que Takahashi esta vez se encargara de dirigir y escribir esta película que trata sobre el control de las personas por medio del cerebro humano. Y que se centra en dos hermanas que de niñas tras ver una extraña película quedan traumatizadas. Años más tarde una de las hermanas huye y en su búsqueda su hermana menor, se encuentra con su madre perturbada que quiere repetir un experimento cerebral prohibido que cambia la percepción de la realidad a la víctima.

## Reparto
- Mina Fujii como Kaori Ōta
  - Rio Sasaki como Young Kaori
- Yuri Nakamura como Miyuki Ōta
  - Haruna Tanaka como Young Miyuki
- Sō Kusakabe como Motojima
- Yōichirō Saitō como Hattori
- Kimika Yoshino como Hisae
- Yōko Chōsokabe como Masami
- Tomohiro Kaku como Kazushi
- Ryō Matsushima como Takumi
- Momoko Hatano como Rieko
- Kōji Satō como Yukio Ōta
- Chōei Takahashi como Detective Hirasawa
- Kenichi Takitō como Hombre en el apartamento
- Nagisa Katahira como Etsuko Ōta

## Lanzamiento
Kyōfu, se estrenó el 10 de julio de 2010 en Japón, mientras que en México se lanzó directamente en DVD con el título de La Luz de la Muerte el 4 de mayo de 2011 distribuida por Videomax.
Por su parte, en Estados Unidos se lanzó con el título de The Sylvian Experiments el 11 de octubre de 2011 en DVD por Lionsgate Home Entertainment para así formar parte de la serie J-Horror Theater.

## Estrenos
| País           | Estreno                                |
| -------------- | -------------------------------------- |
| Japón          | 10 de julio de 2010                    |
| México         | 4 de mayo de 2011 (Estreno en DVD)     |
| Estados Unidos | 11 de octubre de 2011 (Estreno en DVD) |
| Grecia         | 15 de octubre de 2012 (Estreno en DVD) |